# Bitva u Dettingenu
Bitva u Dettingenu (anglicky Battle of Dettingen, německy Schlacht bei Dettingen) se odehrála 27. června 1743 u Dettingenu v Bavorsku během období válek o rakouské dědictví. Bylo to naposledy, kdy britský panovník, Jiří II., osobně vedl svoje jednotky do bitvy. Britské síly za podpory jednotek z Hannoverska a Hesenska porazily francouzskou armádu, kterou vedl vévoda de Noailles, ačkoliv v té době nebyl mezi Francií a Británií vyhlášen válečný stav.

## Začátek
Spojenecká armáda byla také známa jako Pragmatická armáda, protože se jednalo o konfederaci států, které podporovaly pragmatickou sankci, označující Marii Teresii za budoucí vládkyni Rakouska. Britské jednotky o síle 16 000 mužů přistály dne 10. června 1742 pod vedením Johna Dalrympla, hraběte ze Stairu, v Ostende v Rakouském Nizozemí. Zde se z nich zformovala Pragmatická armáda, v době začátku tažení o síle asi 44 000 mužů, kterou mimo ně tvořilo i 16 000 Hannoveřanů, zbytek tvořili Rakušané, Hesenci a Holaňďané. Armáda zde setrvala až do ledna 1743, kdy král Jiří II nařídil Dalrymplovi pochod do Německa a ponechat Hesence a některé rakouské jednotky chránit Holandsko. Vnitřní rozpory v Holandské republice zapříčinily, že armáda o síle 20 000 mužů již nemohla pomoci v nastávající kampani.
Rakouský velitel vévoda von Arenberg nařídil podle řeky Neckar pochodovat směrem k Bavorsku, avšak král Jiří měl strach z útoku Prusů a rozhodl pochodovat podél severního břehu Mohanu, ponechav všechny možnosti otevřené.
17. června 1743 armáda rozbila tábor mezi Kleinostheimem a Aschaffenburgem. Král Jiří II., doprovázený 25 eskadronami britského a hannoverského jezdectva se připojil 19. června a převzal hlavní velení.
Do 27. června přerušili Francouzi linii zásobování protivníka. Pragmatická armáda velice strádala z nedostatku zásob a s omezenými silami se rozhodla vrátit zpět k Hanau, přesně, jak to potřebovali Francouzi. Toto byl výsledek důmyslného manévrování a drobného znepokojování protivníka francouzskou armádou o síle 45 000 mužů, pod vedením vévody de Noailles.

## Bitva

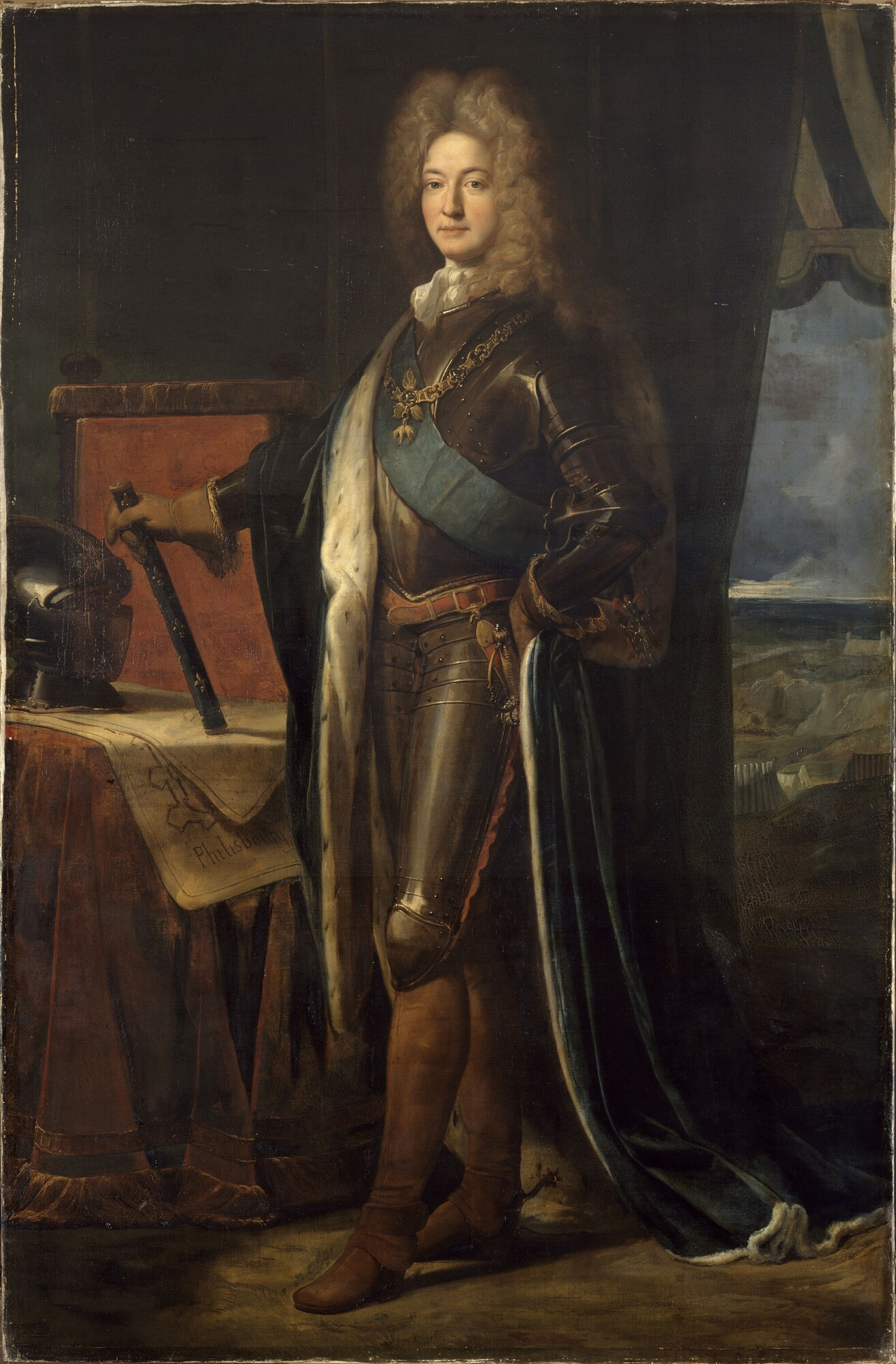
Adrien Maurice vévoda de Noailles

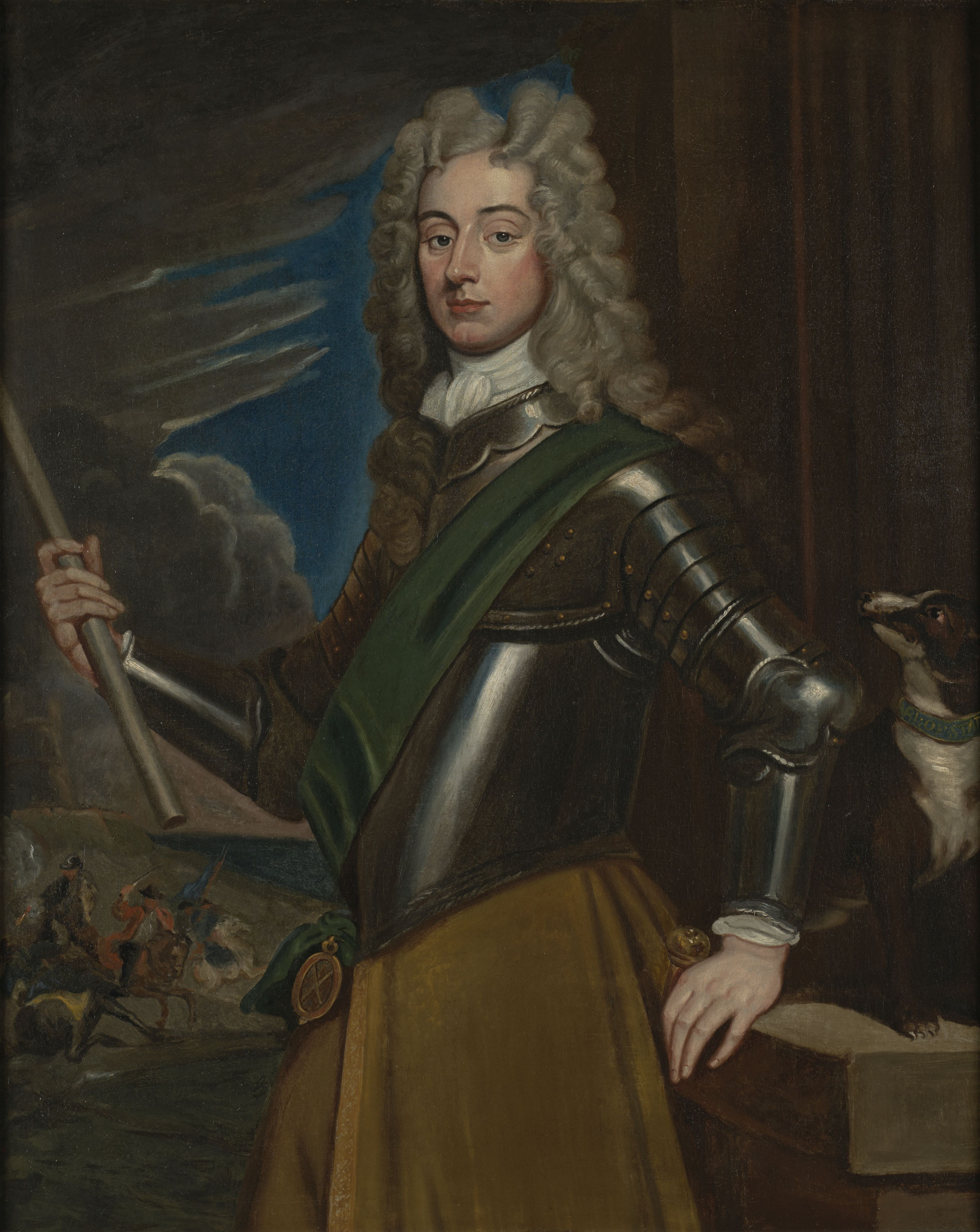
John Dalrymple, 2. hrabě ze Stairu

27. června Pragmatická armáda doputovala západně od města Aschaffenburg, podél linie severního břehu řeky Mohan a vstoupila přesně do slavné 'pastičky na myši', vytvořené Noaillesem ve vesnici Dettingen přehrazením jejich ústupové linie směrem k Hanau. Zde, za tokem potoka Forbach, vlévajícího se do Mohanu, Noailles ponechal 23 000 mužů pod vedením vévody de Gramont, jakožto sílu, která měla přehradit pohyb protivníka, v linii probíhající od Dettingenu do Spessartské vrchoviny za bažinatým tokem, a na jižním břehu Mohanu rozestavil dělostřelectvo, které odsud mohlo, aniž by mu hrozilo nebezpečí, ostřelovat levý bok Pragmatické armády, zatímco 12 000 francouzských vojáků pochodovalo směrem na jih k Aschaffenburgu, překročivše Mohan v týlu spojeneckých vojsk. Hustě zalesněné kopce na pravém křídle Pragmatické armády bránily spojencům obejít Gramontovu pozici.
Během pokusů Britů, Rakušanů a Hannoveřanů dosáhnout postupu v tomto sevřeném terénu uplynulo přibližně šest hodin. V jednom okamžiku se kůň Jiřího II. utrhl a utekl i s hlavním velitelem; byl zastaven Ensignem Cyrusem Trapaudem, který byl za odměnu povýšen. James Wolfe napsal, že první linie Pragmatické armády se skládala z 9 britských pěších pluků, 4 nebo 5 rakouských a několika hannoverských pluků. Okolo poledne, navzdory všem rozkazům, de Gramont netrpělivě zaútočil na spojence kavalerií Maison du Roi, zpočátku s úspěchem rozbil britskou přední linii, odhodil britské jezdectvo do jejich pěchoty a ukořistil mnohé praporce. Francouzská pěchota je následovala, také s počátečními úspěchy, když vrhla zpět několik britských pěších pluků. Nicméně, útok vlastní pěchoty donutil francouzské dělostřelectvo zastavit palbu, a po otupení síly francouzského útoku spojenecká vojska zahájila protiútok na Francouze opustivší své obranné linie. Rakouská brigáda o síle tří pluků vyplnila mezeru vzniklou britským ústupem a vpadla do boku francouzské pěchoty, zatímco početná baterie hannoverského dělostřelectva bombardovala z děl francouzské linie. Francouzské linie se zhroutily a Spojenci vytlačili Gramontovy síly do řeky a za ní, s britskou pěchotou předbíhající pochodové tempo, pro předtím utrpěné strázně. V důsledku tohoto se otevřela cesta do Hanau, která dovolila Spojencům pokračování v jejich ústupu a znovuzásobení.

## Po bitvě
Porážkou u Dettingenu ztratil vévoda de Noailles nejlepší příležitost vyhrát válku. Kdyby Francouzi porazili Pragmatickou armádu, z krále Jiřího II. by se stal zajatec Ludvíka XV.

## Citáty

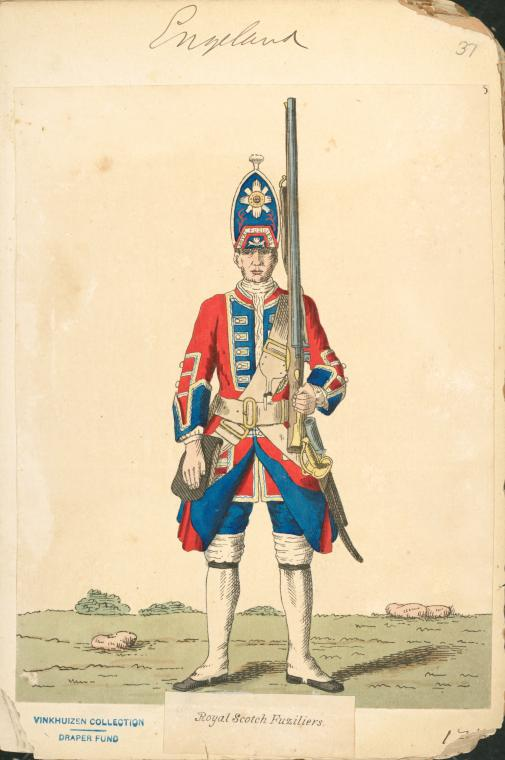
Královský Skotský Mušketýr

Během bitvy varoval Lieutenant-Colonel Sir Andrew Agnew z Lochnaw pluk, jemuž velel, aby nestříleli, dokud neuvidí bělmo očí protivníka (“see the whites of their e’en”). Sir Agnew také poznamenal na adresu svých mužů: Chlapci, až je uvidíte, raději je zabte, než zabijí oni Vás: "Lads, you see they loons (young men) on yon' hill. Better kill them afore they kill you." A k Jiřímu II. po bitvě, poté co mu král vyčítal, že útok francouzského jezdectva se vlomil do pozice jeho pluku, vtipně poznamenal: Ať to nepotěšilo Vaše Veličenstvo, ale oni se z ní nevrátili. ("An' it please Your Majesty, but they didna' gang oot again.")

## Odkaz
Na památku tohoto vítězství zkomponoval Georg Friedrich Händel svá díla Dettingen Te Deum a Dettingen Anthem.
Obě strany se také před bitvou dohodly, že nemocní a ranění, kteří padnou do rukou nepřítele, budou ošetřeni a nebudou považováni za válečné zajatce. Když spojenci ustoupili, nechali za sebou většinu svých zraněných a Francouzi respektovali tuto dohodu, která byla předchůdcem ženevské úmluvy.
Dettingen se od roku 1947 jmenuje jedna z výcvikových rot důstojnické akademie Britské armády. V současnosti se jedná o výcvikovou jednotku pro krátkodobé kursy (například výcvik budoucích důstojníků Territorial Army) probíhající na Akademii. Dále jméno 4 (Dettingen) Troop nese jedna z rot armádního výcvikového pluku Winchester.